# NGC 3018
NGC 3018 (również PGC 28258 lub UGC 5265) – galaktyka spiralna (Sb), znajdująca się w gwiazdozbiorze Sekstantu. Odkrył ją Édouard Jean-Marie Stephan 10 marca 1880 roku.